# (4621) Тамбов
(4621) Тамбов (лат. Tambov) — типичный астероид главного пояса, открыт 27 августа 1979 года советским астрономом Николаем Черных в Крымской астрофизической обсерватории и 25 апреля 1994 года назван в честь города Тамбова.

## Обнаружение и именование
(4621) Тамбов
Открыт 27 августа 1979 года в Научном Н. С. Черных.
Назван в честь города Тамбова — одного из промышленных и культурных центров России, центра Тамбовской области.
Оригинальный текст (англ.)4621 Tambov
Discovered 1979-08-27 by Chernykh, N. S. at Nauchnyj.
Named for city of Tambov, one of the industrial and cultural centers in Russia, center of the Tambov region.
Источники: DISCOVERY.DB; M.P.C. 23352.

## Орбита

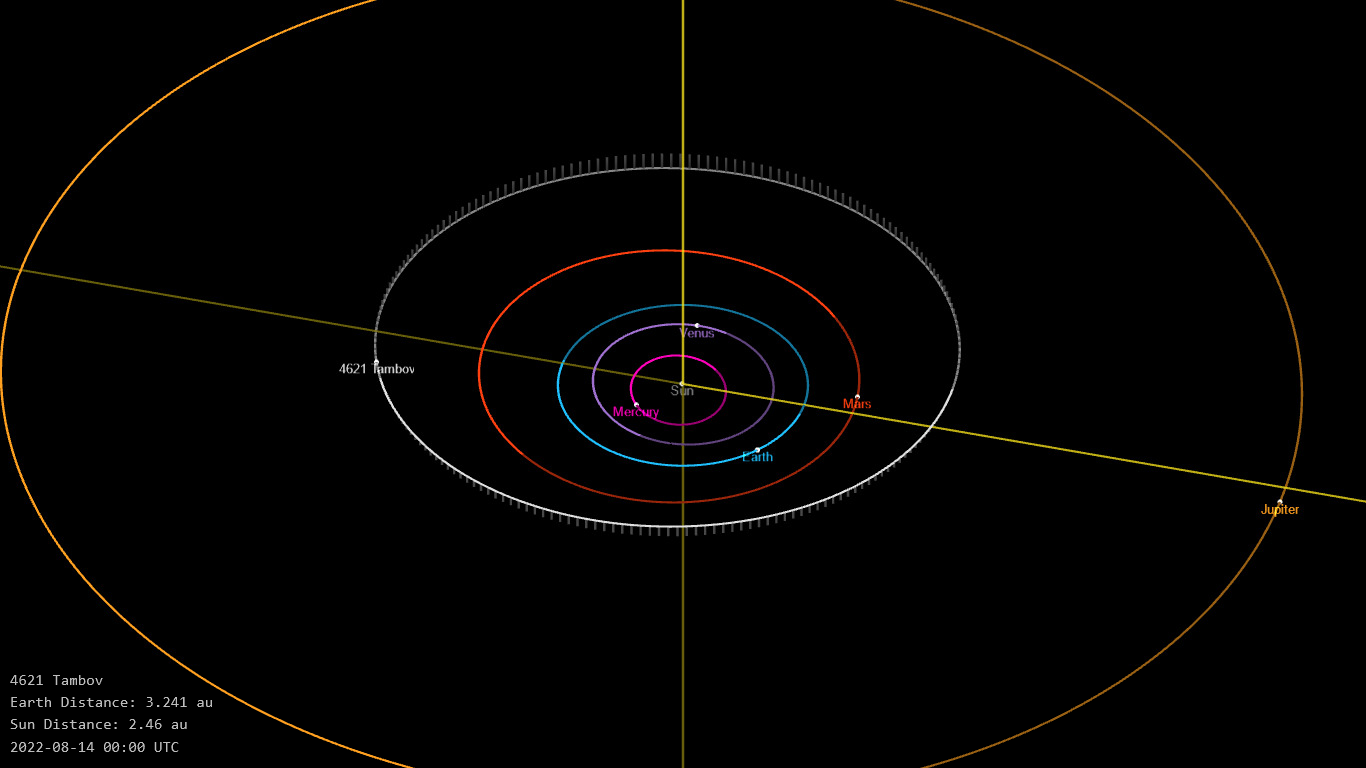
Орбита астероида Тамбов и его положение в Солнечной системе

## Физические характеристики
Из наблюдений телескопа VISTA следует, что астероид относится к таксономическому классу Kl.
По результатам наблюдений в видимом и ближнем инфракрасном диапазоне космического телескопа NEOWISE диаметр астероида оценивался равным 5,741±0,248 км. Согласно тем же источникам альбедо оценивается как 0,2340±0,0183 и 0,234±0,018.